# Jacques of the Silver North
Jacques of the Silver North è un film muto del 1919 diretto da Norval MacGregor.

## Trama

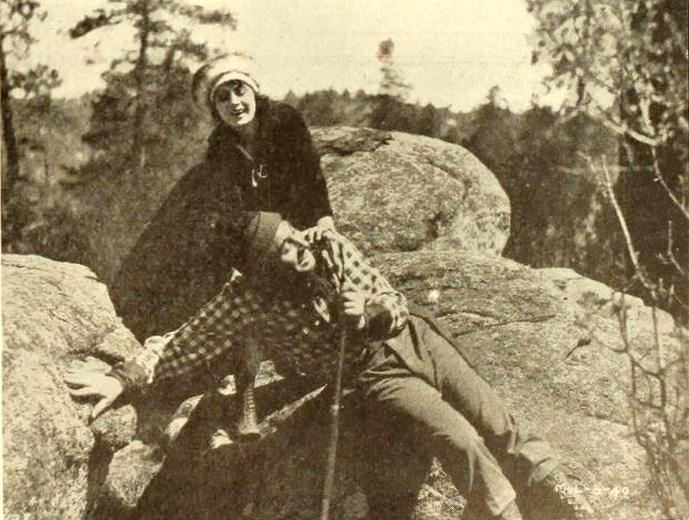
Fritzi Brunette e Mitchell Lewis

## Produzione
Il film, prodotto dalla Mitchell Lewis Corporation con il titolo di lavorazione The Gulf Between, venne girato in parte ai piedi del monte Shasta.

## Distribuzione
Il copyright del film, richiesto dalla Select Pictures Corp., fu registrato il 21 maggio 1919 con il numero LP13739. Distribuito dalla Select Pictures Corporation, il film uscì nelle sale cinematografiche statunitensi il 9 giugno 1919.